# Hicham Boussefiane
Hicham Boussefiane (en arabe : هشام بوسفيان), né le 9 janvier 1998 à Rabat au Maroc, est un footballeur marocain évoluant au poste d'attaquant à l'AS FAR.

## Biographie

### En club
Hicham Boussefiane passe la majorité de sa formation à l'Académie Mohammed VI. En 2016, il signe un contrat de quatre ans au Málaga CF.
En mars 2020, il prolonge son contrat au Malaga jusqu'en mi-2022.

### En sélection
Le 18 août 2019, il est présélectionné par Patrice Beaumelle avec le Maroc olympique pour une double confrontation contre l'équipe du Mali olympique comptant pour les qualifications à la Coupe d'Afrique des moins de 23 ans.